# Guamiranga
Guamiranga là một đô thị thuộc bang Paraná, Brasil. Đô thị này có diện tích 259,632 km², dân số năm 2007 là 7851 người, mật độ 30,4 người/km².